# Workers - Pronti a tutto
Workers - Pronti a tutto è un film del 2012, diretto da Lorenzo Vignolo.

## Trama
Il film è diviso in tre episodi incentrati sul tema del precariato giovanile, che hanno come trait d'union l'agenzia interinale Workers.
Nel primo episodio (Badante) Giacomo è un bamboccione minacciato di sfratto che, non trovando di meglio, accetta di lavorare come badante. Peccato che l'invalido cui presta servizio sia un uomo estremamente sgradevole, accanito giocatore di poker, volgare e attaccabrighe oltre che dedito a droga e alcool: riuscirà Giacomo a sopportare le sue continue vessazioni?
Il secondo episodio (Cuore toro) ha invece per protagonista Italo, addetto alla raccolta del seme in un allevamento di tori da monta, che, pur di conquistare la bella Tania, scambiato da questo per medico, si finge chirurgo. Le cose si complicano quando Ramon, il migliore dei tori dell'allevamento, comincia a mostrare segni di gelosia nei confronti del ragazzo.
L'ultimo episodio (Il trucco) vede invece Alice, aspirante truccatrice di teatro, finire a truccare cadaveri in un'agenzia di pompe funebri. Scherzo del destino, la ragazza è identica alla moglie defunta di un giovane siciliano che la convince ad impersonarla davanti al padre, mafioso e latitante.

## Promozione
Il 27 aprile 2012 è stato diffuso online il trailer del film.

## Distribuzione
Il film è uscito in Italia l'11 maggio 2012 distribuito da Luce Cinecittà, mentre il 28 settembre 2012 è uscito nelle sale di Taiwan.

## Colonna sonora
La colonna sonora originale del film è stata realizzata dalla band di Bra (CN), Mambassa, il CD è edito dalla Warner Chappell Music.

### Tracce
1. Workers
2. Anni da perdere
3. Workers theme
4. Viva Ramon!
5. Noi
6. Giacomo s'arrabbia
7. Inseguire Tania
8. Corteggiare Tania
9. Workers theme (Green)
10. Il valzer dei Tartanna
11. Spada blues
12. Sintomi
13. Velluto grigio
14. Samantha
15. Workers theme (Blue)
16. Ramon funziona!
17. Il reggae dei morti
18. Workers theme (Funeral)
19. Workers theme finale

## Riconoscimenti
- 2012 – Annecy cinéma italien
  - Premio per l'interpretazione maschile ad Alessandro Tiberi

- 2012 – Circeo Film festival
  - Miglior film, giuria popolare[4]

- 2012 – Rencontres du cinéma Italien de Grenoble
  - Premio del pubblico

- 2013 – Sudestival - Sguardi di Cinema Italiano[5]
  - Premio del pubblico "Santa Teresa Resort"